# Макарска ривиера
Макарската ривиера е курортна зона в Далмация, на адриатическото крайбрежие на Хърватия. Макарската ривиера простира по дължина на 60 км между Брела и Градац. Най-голямото населено място на известната крайбрежна ивица е град Макарска.
Макарската ривиера е тясна ивица земя между морето и планината Биоково. Почти по цялото си протежение, курортната плажна ивица се състои от редуващи се едно след друго малки курортни градчета, понякога разделени или примесени с горички. През всички тях преминава и ги свързва крайбрежния панорамен път по Адриатика. Фериботните линии Макарска – Сумартин и Дръвеник – Сучурай свързват Макарската ривиера с островите Брач и Хвар (които лежат срещу брега съответно).

## Населени места по Макарската ривиера
- Брела (1618 жители)
- Башка вода (2045)
- Промайна (456)
- Крававица (287)
- Братуш (няма данни)
- Баст (136)
- Макарска (13 716)
- Тучепи (1763)
- Подгора (1534)
- Драшнице (328)
- Игране (480)
- Живогошче (538)
- Дръвеник (500)
- Заострог (372)
- Подаца (716)
- Брист (453)
- Градац (1574)